# Gustaf Dalén
Nils Gustaf Dalén (født 30. november 1869 i Stenstorp, død 9. december 1937 i Stockholm) var en svensk opfinder af AGA-komfuret, der arbejdede for AGA.
Han blev tildelt Nobelprisen i fysik i 1912 "til sin opfindelse af automatiske regulatorer til brug i forbindelse med gasakkumulatorer til belysning af fyrtårne og bøjer."